# El Mundo
El Mundo (в превод: „Светът“, пълно име El Mundo del Siglo XXI, в превод: „Светът на XXI век“) е ежедневник на испански, един от най-четените и уважавани вестници в Испания. Вестникът има единичен тираж от 266 294 екземпляра (през 2011 г.) и е вторият по големина в Испания след El Pais.
Първият брой на El Mundo е публикуван 23 октомври 1989 г. Вестникът е основан от Алфонсо де Салас, Педро Рамирес (който остава негов издател и главен редактор до края на януари 2014 г.), Балбино Фрага и Хуан Гонсалес.
Изданието поддържа либерална и дясноцентристка редакционна политика. Критикува Социалистическата партия на Испания, а също регионалните националисти. Въпреки това показва дистанция по отношение на чисто консервативните принципи. По-специално, El Mundo критикува министър-председателя Хосе Мария Аснар за подкрепата му на войната в Ирак.
Главният офис на El Mundo се намира в Мадрид, вестникът има и новинарски агенции в други градове. Регионалните издания се печатат в някои провинции на Испания, като Андалусия, Валенсия, Кастилия и Леон, Балеарски острови, Страната на баските и др.
El Mundo принадлежи на италианската издателска компания RCS MediaGroup, чрез нейната испанска дъщерна компания Unidad Editorial S.L.

## Експулсиране на кореспондент от Русия
На 19 март 2024 г. руските власти не подновяват визата на кореспондента на El Mundo Ксавиер Колас и му нареждат да напусне страната в рамките на 24 часа. Журналистът напуска Русия на следващия ден. По-рано полицията идва в дома му в Москва и го предупреждава да спре да пише за протестите на съпругите на мобилизираните в Русия. Вестникът нарича действията на жените „един от малкото видими признаци на недоволство от войната“. През февруари Колас публикува първата си книга, „Путинистан“, в която той описва 12-годишния си опит от живота в Русия.